# Sophisticated comedy
Sophisticated comedy (pl. "wyrafinowana/wyszukana komedia") – odmiana komedii filmowej, rozwijająca się od lat 30. XX wieku. Ta odmiana komedii przedstawiała zazwyczaj losy postaci wywodzących się z wyższych sfer, uwikłanych w perypetie miłosne czy matrymonialne. Bohaterowie byli starannie zarysowani, wypowiadali się w sposób ironiczny, błyskotliwy i elegancki, często dwuznaczny. W warstwie obyczajowej ta odmiana komedii była często prowokacyjna (np. klasyczne komedie tego gatunku Złote sidła i Sztuka życia Ernsta Lubitscha zostały przymusowo wycofane z dystrybucji jako niemoralne). 
Do filmów tego gatunku należały m.in. Złote sidła (1932), Sztuka życia (1933), Eskapada (1937) oraz Ninoczka (1939) Ernsta Lubitscha, a także Kolacja o ósmej George'a Cukora i Kobieta roku (1942) George'a Stevensa.